# Valour FC
A Valour FC egy kanadai labdarúgócsapat, amelynek székhelye a Manitoba állambeli Winnipeg városában található. A klub 2019 óta a kanadai első osztályban, a Canadian Premier League-ben szerepel. Hazai mérkőzéseit a 33 000 néző befogadására alkalmas Princess Auto Stadionban játssza.

## Játékoskeret
2023. április 27. szerint.
| #  |     | Poszt | Név                |
| -- | --- | ----- | ------------------ |
| 1  | CAN | K     | Jordan Tisseur     |
| 2  | CUB | V     | Andy Baquero       |
| 3  | CAN | V     | Jordan Haynes      |
| 4  | FRA | V     | Guillaume Pianelli |
| 5  | MLI | V     | Abdou Samaké       |
| 6  | CAN | KP    | Dante Campbell     |
| 7  | ENG | KP    | Kian Williams      |
| 8  | CAN | KP    | Diego Gutiérrez    |
| 9  | CHI | CS    | Walter Ponce       |
| 10 | COL | KP    | Kevin Rendón       |
| 11 | PER | CS    | Jared Ulloa        |
| 15 | CAN | V     | Matthew Chandler   |

| #  |          | Poszt | Név                   |
| -- | -------- | ----- | --------------------- |
| 18 | CAN      | V     | Klaidi Cela           |
| 19 | TUN      | V     | Eskander Mzoughi      |
| 20 | USA      | KP    | Juan Pablo Sánchez    |
| 21 | CAN      | KP    | Marcello Polisi       |
| 22 | CAN      | V     | Matteo de Brienne     |
| 23 | CAN      | CS    | Anthony Novak         |
| 24 | Burundi  | KP    | Pacifique Niyongabire |
| 27 | GHA      | KP    | Raphael Ohin          |
| 32 | Jordánia | CS    | Jaime Siaj            |
| 35 | HTI      | V     | Andrew Jean-Baptiste  |
| 99 | ALG      | K     | Rayane Yesli          |

## Vezetőedzők
| Név                | Évek                                    |
| ------------------ | --------------------------------------- |
| Rob Gale           | 2018. június 26. – 2021. szeptember 23. |
| Phillip Dos Santos | 2021. szeptember 23. – jelenleg is      |

## További hivatkozások
- Hivatalos honlapja